# Cynops chenggongensis
Cynops chenggongensis é uma espécie de anfíbio caudado pertencente à família Salamandridae. Endêmica da China.